# 9K37 Buk
Buk je série samohybných protiletadlových systémů středního doletu vyvinutých v SSSR a následně v Rusku. Je navržen k boji proti střelám s plochou dráhou letu, chytrým pumám, letounům i vrtulníkům a bezpilotním letounům.
Jde o následníka systému 2K12 Kub (kód NATO SA-6 "Gainful"). První verze Buku dostala v indexu GRAU označení 9K37 a na západě SA-11 "Gadfly". Systém byl nadále upravován a vylepšován. Dostal nové střely a označení Buk-M1-2 a Buk-M2. V kódu NATO obdržely název SA-17 "Grizzly". Od roku 2013 se vyrábí a zavádí do služby nejnovější verze „Buk-M3“, která dostala označením SA-27.
Námořní verze systému, navržená v MNIIRE Altair (v současné době součástí GSKB Almaz-Antěj) pro ruské námořnictvo, obdržela v rámci indexu GRAU označení 3S90M, zatímco v kódu NATO Gollum a v rámci amerického ministerstva obrany SA-N-7C. Námořní verze systému měly být dodávány od roku 2014.

## Operační nasazení
Raketou tohoto systému odpálenou pravděpodobně z území ovládaného proruskými povstalci byl během války na Donbase sestřelen malajsijský civilní Boeing 777 letu MH17. Na místě katastrofy byly, podle vysílání nizozemské televizní stanice RTL, nalezeny střepiny odpovídající úlomkům hlavice rakety „Buk“. 18. března 2015 informovala agentura Jane's, specializovaná na oblast vojenství a obranných technologií, že předběžné závěry vyšetřování, uniklé do nizozemských médií, nasvědčují tomu, že stroj byl sestřelen raketou systému Buk-M1-2 ruských ozbrojených sil, pravděpodobně s ruskou obsluhou. 13. října 2015 oznámil Nizozemský bezpečnostní úřad, že let Malaysia Airlines 17 byl sestřelen raketou odpálenou z protiletadlového systému 9K37 Buk. Incidentem se také zabývá separátní kriminální vyšetřování. 28. září 2016 bylo mezinárodní vyšetřovací komisí potvrzeno, že raketový systém byl na povstalci držené území převezen z Ruska, na jehož území se po provedení útoku vrátil.

## Uživatelé
- Ázerbájdžán[18]
- Bělorusko[19]
- Egypt – Verze Buk-M1 a Buk-M2[20]
- Gruzie[21]
- Indie[22]
- Severní Korea[23]

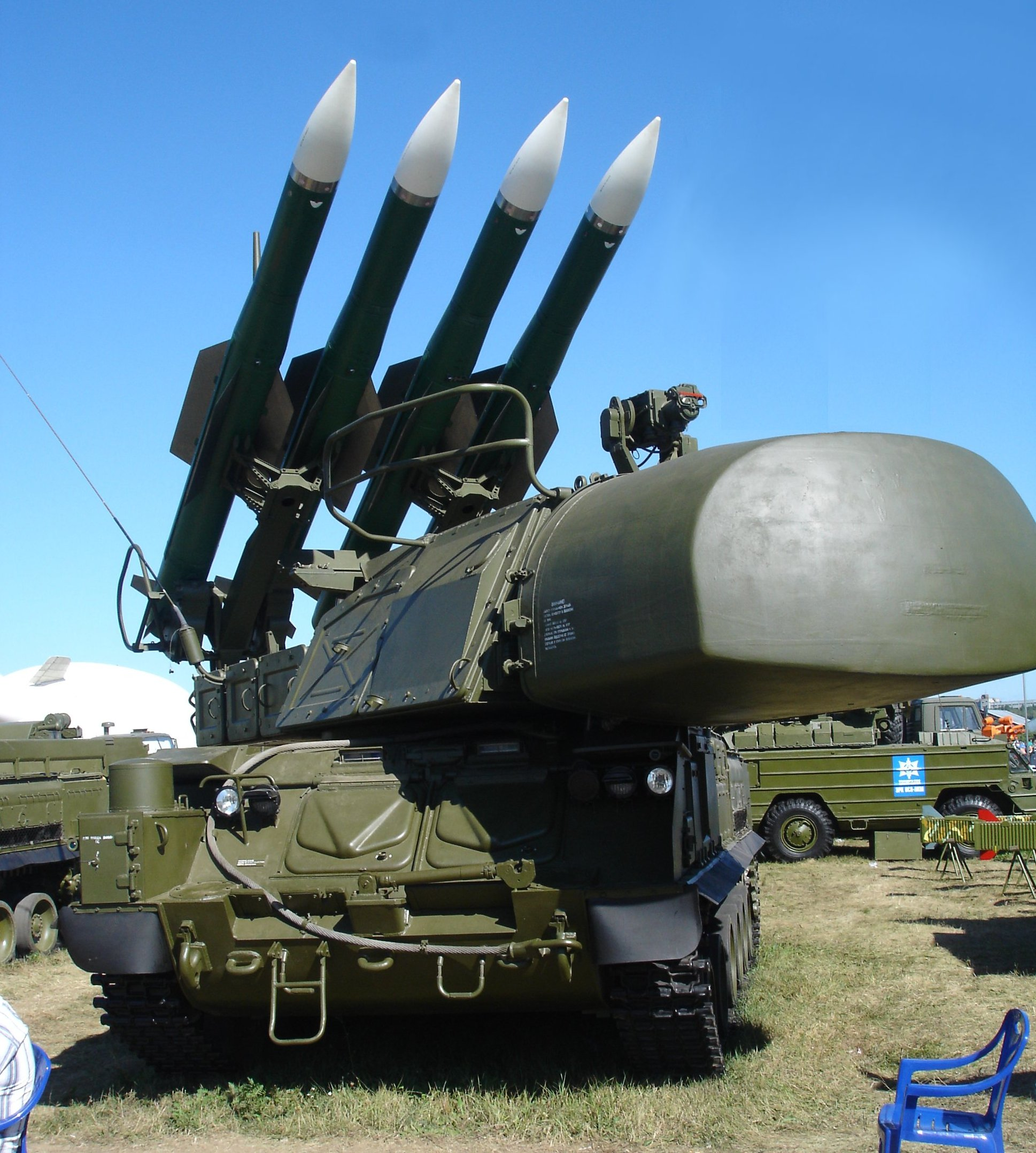
Systém Buk-M1-2 a 9A310M1-2 TELAR na výstavě MAKS 2005

- Čína[24] – Vylepšená varianta jako HQ-16 o námořní system VLS. Společný rusko-čínský projekt na vylepšení námořního 9K37M1-2 system 'Štil' (SA-N-12).
- Rusko – K roku 2012 více než 350 ks variant 9K37 a 9K317,[25]. Plánována výměna kompletů 9K37 na nové 9K317[26], do roku 2020 by mělo být vyměněno kolem 70 % systému.[27][28]
- Sýrie[29] 8 kompletů 9K317E Buk-M2E dodáno z Ruska v roce 2011[30] Buk-M2E.[31] + 20 Buk-M1-2[32]
- Ukrajina[33] V roce 2023 začala být ukrajinská vypouštěcí zařízení adaptována pro americké střely Sea Sparrow,[34] které ale mají kratší dosah než původní, což si vynutily zmenšující se zásoby původních střel v důsledku bojů během ruské invaze.
- Venezuela – Obdržela verzi Buk-M2EK[35] (20 objednaných).[36]

### Bývalí
- Finsko – Finsko od roku 1996 používalo raketové systémy Buk, které od Ruska obdrželo jako platbu dluhu.[37] Vzhledem k obavám ohledně náchylnosti systému ohledně elektronického boje, urychlilo Finsko plány na nahrazení raketovým systémem NASAMS 2, který byl vybrán roku 2009.[38][39][40]
- Sovětský svaz